# Горбунов, Василий Петрович
Василий Петрович Горбунов (9 [22] марта 1909, Кын — 2 марта 1958, Курган) — советский хозяйственный и партийный деятель, старший техник-лейтенант запаса.

## Биография
Василий Горбунов родился 9 (22) марта 1909 года в селе Кын Кыновской волости Кунгурского уезда Пермской губернии, ныне село входит в Лысьвенский городской округ Пермского края. Отец – рабочий, катальщик жести.
В 1923 году поступил в Лысьвенскую школу ФЗУ, здесь же в 1923 году вступил в ряды членом РЛКСМ, с 1926 года переименован в ВЛКСМ.
В 1927 году вступил в ВКП(б), в 1952 году партия переименована в КПСС.
Трудовую деятельность начал в 1927 году кузнецом завода «ЗИ» (завод имени газеты «За индустриализацию», г. Лысьва), затем работал нормировщиком завода. 
В 1929 — 1930 годах служил сотрудником Тобольского окротдела ОГПУ при СНК СССР.
В 1930 году поступил и в 1932 году окончил Лысьвенский механико-металлургический техникум по специальности «техник-металлург». По окончании техникума работал на заводе «ЗИ» города Лысьва: старший мастер, ответственный секретарь, начальник кузнецы, начальник ОТК.
С 1935 года работал на «Уральском вагоностроительном заводе имени Ф. Э. Дзержинского» (город Нижний Тагил) заместителем начальника, а с 1938 года — начальником кузнечного цеха.
В 1940 году был избран секретарём Нижне-Тагильского горкома ВКП(б) и работал в этой должности в течение двух лет.
В 1942-1945 годах - начальник цеха сборки танков «Уральского танкового завода № 183 им. Коминтерна» (г. Нижний Тагил), старший техник-лейтенант запаса.
С 1945 по 1954 годы – директор Кёнигсбергского (с 1946 года Калининградского) вагоностроительного завода.
С 12 октября 1954 года приказом министра тракторного машиностроения назначен директором Курганского машиностроительного завода. Он сменил на этом посту Дмитрия Николаевича Державина. Под руководством Горбунова проведена разработка и постановка на серийный выпуск артиллерийских тягачей, в 1955 году их производство было полностью передано в Курган с Челябинского тракторного завода.
Избирался депутатом Верховного Совета РСФСР 2-го созыва, членом городского и областного комитетов партии, депутатом городского и областного Советов депутатов трудящихся.
28 февраля 1958 года произошёл отёк головного мозга, от которого Василий Петрович Горбунов 2 марта 1958 года скончался в больнице в городе Кургане Курганской области. Похоронен 2 марта 1958 года; перед преобразованием кладбища в парк Победы перезахоронен на Новом Рябковском кладбище города Кургана Курганской области.

## Награды
- Орден Ленина, 20 января 1943 года[4]
- Орден Отечественной войны I степени, 16 сентября 1945 года[5]
- Орден Трудового Красного Знамени, 5 июня 1942 года[6]
- Орден Красной Звезды, 5 августа 1944 года[7]
- Медаль «За доблестный труд в Великой Отечественной войне 1941—1945 гг.», 1945 год
- Медаль «За освоение целинных земель», 1957 год

## Семья
Жена Ольга Леонтьевна (16 марта 1920 — 28 февраля 2007), технолог; дочь.